# Norbert Reithofer
Norbert Reithofer (Penzberg, Alemania, 29 de mayo de 1956) es un ejecutivo alemán que estuvo al frente del fabricante de automóviles BMW AG entre el 1 de septiembre de 2006 y el 13 de mayo de 2015.
Después de su Fachabitur estudió entre 1974 y 1977 ingeniería mecánica en la Fachhochschule de Múnich (Fachhochschule München) para cambiar entonces a la Universidad Técnica de Múnich donde estudió Ingeniería de procesos de producción industrial, así como Economía de negocios. Tras conseguir su diploma como ingeniero, trabajó como asistente técnico entre 1984 y 1987 bajo la tutela de Joachim Milberg en la Universidad Técnica de Múnich.
En 1987 comenzó a trabajar en BMW como director de mantenimiento de la empresa automovilística. Más tarde fue director del departamento principal de fabricación de carrocerías y después director técnico de BMW en la planta sudafricana en Rosslyn en la provincia de Gauteng. Entre 1997 y 2000 fue presidente de la filial estadounidense BMW Manufacturing Corporation en Spartanburg, Carolina del Sur. Entre marzo de 2000 y agosto de 2006 se desempeñó como miembro de la junta directiva representado a la producción, hasta que pasó a dirigir la empresa.
Reithofer se puso a las riendas del grupo BMW el 1 de septiembre de 2006, sucediendo en el cargo a Helmut Panke, para ceder el cargo a Harald Krüger 9 años más tarde, concretamente el 13 de mayo de 2015.

## Galardones
- En 2005 recibió el Ehrenzeichen für Verdienste um die Republik Österreich, traducido (Símbolo de honor por los méritos de la República Austríaca).[3]
- En julio de 2010 el ministro presidente de Baviera Horst Seehofer le hizo entrega del Bayerischer Verdienstorden (Orden al mérito bávaro).[4][5]